# Pantón
Pantón là một đô thị ở tỉnh Lugo, cộng đồng tự trị Galicia. Các sông ở đây gồm có Miño, Sil và Cabe, Đô thị này thuộc comarca Terra de Lemos.

## Parroquia
| - Acedre (San Romao) - Atán (Santo Estevo) - Cangas (Santiago) - Castillón (Santiago) - Deade (San Vicente) - Eiré (San Xulián) - Espasantes (Santo Estevo) - Ferreira de Pantón (Santa María) - Frontón (San Xoán) - Mañente (San Mamede) - Moreda (San Romao) - Pantón (San Martiño) - Pombeiro (San Vicente) | - Ribeiras de Miño (Santo André) - San Fiz de Cangas (San Fiz) - San Vicente de Castillón (San Vicente) - Santalla de Toiriz (Santalla) - Santo Estevo do Mato (Santo Estevo) - Següín (Santo André) - Serode (San Xulián) - Siós (San Martiño) - Toiriz (Santa María) - Toldaos (San Xoán) - Tribás (San Martiño) - Vilamelle (San Cibrao) - Vilar de Ortelle (Santiago) |